# П'єр-Александр Руссо
П'єр-Александр Руссо — канадський фристайліст, що спеціалізується на могулі і паралельному могулі. У вільний від фристайлу час займається парашутним спортом і бейс-джампінгом, захоплюється і велоспортом.

## Кар'єра
Дебютував на Кубку Північної Америки у 1995 році, тоді він був лише 41-м. Першу медаль цих змагань виграв 8 лютого 1996 року в американському Кіллінгтоні. Це була бронза в могулі. У тому ж сезоні ще двічі потрапляв у ТОП-10. Дебютував на етапах Кубка світу з 32 місцем у могулі 9 січня 1997 року на етапі КС у канадському Мон-Трамблані, Квебек. А вже 24 січня він був 14 і здобув свої перші очки в залік Кубка світу. Через декілька днів, перебуваючи у Фінляндії, взяв участь на етапі Кубка Європи і одразу ж зайняв 3 місце. Наступний сезон виявився не дуже успішним — лише одна бронза на етапі Кубка Європи. Наступного сезону він уже перейшов на етапи Кубка світу. Першого подіуму чекав тиждень і два роки — 16 січня 1999 року в американському Стімбоут-Спрінгсі. Тоді він зайняв 2 місце у паралельному могулі. Після цього перед стартом чемпіонату світу він виграв ще дві медалі.
На ЧС-2001 він здобув срібло, чим і здивував багатьох. На двох наступних (2003 і 2005) чемпіонатах світу медалей він не вигравав. І лише на ЧС-2007 вперше став чемпіоном світу.
Вперше на Олімпійських іграх він виступив у віці 30 років у Ванкувері. Тоді він був п'ятим у могулі. Ігри в Солт-Лейк-Сіті він пропустив через травму шиї, а на Олімпіаду-2006 не зміг кваліфікуватися до складу національної збірної Канади.
Останнім часом високих результатів він не демонструє, попадання в десятку найкращих стає все важчим і важчим.

## Здообутки

### Олімпійські ігри
| № | Дата       | Місце                                 | Дисципліна | Результат | Очки  |
| - | ---------- | ------------------------------------- | ---------- | --------- | ----- |
| 1 | 14/02/2010 | Зимові Олімпійські ігри 2010 Ванкувер | Могул      | 5         | 25.83 |

### Чемпіонати світу
| №  | Дата       | Місце                                                 | Дисципліна        | Результат | Очки  |
| -- | ---------- | ----------------------------------------------------- | ----------------- | --------- | ----- |
| 1  | 14/03/1999 | Чемпіонат світу з фристайлу 1999 Майрінґен            | Паралельний могул | 17        | ---   |
| 2  | 19/01/2001 | Чемпіонат світу з фристайлу 2001 Уістлер-Блеккомб     | Могул             | 2         | *     |
| 3  | 21/01/2001 | Чемпіонат світу з фристайлу 2001 Уістлер-Блекком      | Паралельний могул | 9         | ---   |
| 4  | 31/01/2003 | Чемпіонат світу з фристайлу 2003 Дір-Веллі            | Могул             | 32        | 14.95 |
| 5  | 01/02/2003 | Чемпіонат світу з фристайлу 2003 Дір-Веллі            | Паралельний могул | 8         | ---   |
| 6  | 19/03/2005 | Чемпіонат світу з фристайлу 2005 Рука                 | Могул             | 7         | 25.83 |
| 7  | 20/03/2005 | Чемпіонат світу з фристайлу 2005 Рука                 | Паралельний могул | 7         | ---   |
| 8  | 09/03/2007 | Чемпіонат світу з фристайлу 2007 Мадонна-ді-Кампільйо | Могул             | 1         | 27.17 |
| 9  | 10/03/2007 | Чемпіонат світу з фристайлу 2007 Мадонна-ді-Кампільйо | Паралельний могул | 9         | ---   |
| 10 | 07/03/2009 | Чемпіонат світу з фристайлу 2008 Інавасіро            | Могул             | 17        | 17.63 |
| 11 | 02/02/2011 | Чемпіонат світу з фристайлу 2011 Дір-Веллі            | Могул             | 10        | 23.14 |
| 12 | 05/02/2011 | Чемпіонат світу з фристайлу 2011 Дір-Веллі            | Паралельний могул | 29        | ---   |

### Кубок світу
Подіуми на етапах КС
| №  | Дата       | Місце            | Дисципліна        | Результат | Очки  |
| -- | ---------- | ---------------- | ----------------- | --------- | ----- |
| 1  | 16/01/1999 | Стімбоут-Спрінгс | Паралельний могул | Срібло    | ---   |
| 2  | 08/01/2000 | Дір-Веллі        | Могул             | Бронза    | 21.16 |
| 3  | 15/03/2000 | Лівіньо          | Могул             | Срібло    | 26.18 |
| 4  | 03/02/2001 | Інавасіро        | Могул             | Срібло    | *     |
| 5  | 11/02/2001 | Іїздуна          | Могул             | Срібло    | *     |
| 6  | 11/03/2001 | Хімос            | Могул             | Бронза    | *     |
| 7  | 19/12/2002 | Рука             | Могул             | Бронза    | 26.87 |
| 8  | 11/01/2003 | Мон-Трамблан     | Могул             | Золото    | 26.99 |
| 9  | 18/01/2003 | Лейк-Плесід      | Могул             | Бронза    | 25.57 |
| 10 | 08/02/2003 | Стімбоут-Спрінгс | Могул             | Срібло    | 27.55 |
| 11 | 22/02/2003 | Мадарао          | Паралельний могул | Золото    | ---   |
| 12 | 23/02/2003 | Мадарао          | Могул             | Бронза    | 27.45 |
| 13 | 07/03/2004 | Айроло           | Могул             | Срібло    | 26.19 |
| 14 | 14/03/2004 | Саузе-д'Улькс    | Могул             | Срібло    | 25.92 |
| 15 | 05/03/2006 | Інавасіро        | Могул             | Бронза    | 24.41 |
| 16 | 13/01/2007 | Дір-Веллі        | Паралельний могул | Бронза    | ---   |
| 17 | 06/02/2007 | Ла Плань         | Паралельний могул | Срібло    | ---   |
| 18 | 13/12/2007 | Тінь             | Могул             | Золото    | 25.04 |
| 19 | 18/12/2008 | Мерібел          | Паралельний могул | Золото    | ---   |
| 20 | 24/01/2009 | Монт Габріел     | Могул             | Бронза    | 25.39 |
| 21 | 13/02/2009 | Оре              | Могул             | Срібло    | 25.96 |
| 22 | 21/12/2010 | Бейда-Лейк       | Могул             | Бронза    | 24.05 |
| 23 | 23/01/2011 | Лейк-Плесід      | Могул             | Бронза    | 25.16 |

Положення в загальних класифікаціях
| Сезон   | Залік могулу  | Залік паралельного могулу | Загальний залік |
| ------- | ------------- | ------------------------- | --------------- |
| 2011-12 | ***           | ---                       | ***             |
| 2010-11 | 7 (308 очок)  | ---                       | 26 (28 очок)    |
| 2009-10 | 24 (95 очок)  | ---                       | 75 (10 очок)    |
| 2008-09 | 4 (313 очок)  | ---                       | 13 (35 очок)    |
| 2007-08 | 7 (335 очок)  | ---                       | 19 (34 очки)    |
| 2006-07 | 5 (349 очок)  | 3 (228 очок)              | 12 (35 очок)    |
| 2005-06 | 18 (171 очко) | ---                       | 56 (16 очок)    |
| 2004-05 | 11 (246 очок) | ---                       | 32 (22 очки)    |
| 2003-04 | 6 (648 очок)  | ---                       | 26 (32 очки)    |
| 2002-03 | 2 (616 очок)  | 4 (220 очок)              | 6 (88 очок)     |
| 2001-02 | 31 (112 очок) | 17 (76 очок)              | 60 (19 очок)    |
| 2000-01 | 3 (440 очок)  | ---                       | 6 (88 очок)     |
| 1999-00 | 3 (424 очки)  | 9 (156 очок)              | 7 (85 очок)     |
| 1998-99 | 14 (200 очок) | 5 (172 очки)              | 30 (50 очок)    |
| 1997-98 | 13 (240 очок) | 7 (268 очок)              | 45 (48 очок)    |

### Кубок Європи
Подіуми на етапах КЄ
| № | Дата       | Місце    | Дисципліна        | Результат | Очки  |
| - | ---------- | -------- | ----------------- | --------- | ----- |
| 1 | 01/03/1997 | Лаявйорі | Могул             | Бронза    | 25.73 |
| 2 | 28/11/1997 | Церматт  | Паралельний могул | Бронза    | ---   |

Руссо в заліках Кубка Європи
| Сезон   | Залік могулу | Залік паралельного могулу | Загальний залік |
| ------- | ------------ | ------------------------- | --------------- |
| 1998-99 | 48 (23 очки) | 20 (22 очки)              | 69 (3 очки)     |
| 1997-98 | 39 (17 очок) | ---                       | 63 (4 очки)     |

### Кубок Північної Америки
Подіуми на етапах КЄ
| № | Дата       | Місце      | Дисципліна | Результат | Очки  |
| - | ---------- | ---------- | ---------- | --------- | ----- |
| 1 | 08/02/1996 | Кіллінгтон | Могул      | Срібло    | 23.41 |
| 2 | 07/12/1996 | Калгарі    | Могул      | Бронза    | 24.87 |
| 3 | 18/12/1996 | Дір-Веллі  | Могул      | Золото    | 27.34 |

Руссо в заліках Кубка Північної Америки
| Сезон   | Залік могулу | Залік паралельного могулу | Загальний залік |
| ------- | ------------ | ------------------------- | --------------- |
| 1996-97 | 13 (75 очок) | 9 (10 очок)               | 28 (12 очок)    |
| 1995-96 | 6 (65 очок)  | ---                       | 22 (16 очки)    |

### Кубок Австралії і Нової Зеландії
Подіуми на етапах КАіНЗ
| № | Дата       | Місце   | Дисципліна | Результат | Очки  |
| - | ---------- | ------- | ---------- | --------- | ----- |
| 1 | 20/08/2005 | Перішер | Могул      | Бронза    | 24.10 |

### Міжнародні юнацькі чемпіонати
| № | Дата       | Місце    | Дисципліна | Результат | Очки  |
| - | ---------- | -------- | ---------- | --------- | ----- |
| 1 | 01/02/1997 | Лаявйорі | Могул      | Срібло    | 26.39 |